# Santa Elena de Jamuz
Santa Elena de Jamuz település Spanyolországban, León tartományban. Lakosainak száma 1015 fő (2024).

## Földrajza
Santa Elena de Jamuz La Bañeza, Cebrones del Río, Quintana del Marco, Castrocalbón, Quintana y Congosto, Villamontán de la Valduerna és Palacios de la Valduerna községekkel határos.

## Népesség
A település lakosságának változását az alábbi diagram mutatja:
| Lakosok száma | 1403 | 1315 | 1291 | 1235 | 1217 | 1155 | 1109 | 1066 | 1046 | 1015 |
|               | 2001 | 2004 | 2007 | 2009 | 2012 | 2014 | 2017 | 2019 | 2022 | 2024 |